# Bełchatów
Ne doit pas être confondu avec Betz-le-Château.
Pour les articles homonymes, voir Bełchatów (homonymie).
Bełchatów (prononciation [bɛu̯ˈxatuf]) est une ville située dans le powiat de Bełchatów, dans la voïvodie de Łódź, située dans le centre de la Pologne.
Elle est le siège administratif (chef-lieu) du powiat de Bełchatów et de la gmina de Bełchatów.
Bełchatów se situe à environ 70 km au sud de Łódź (capitale de la voïvodie) et à 162 km au sud-ouest de Varsovie (capitale de la Pologne).
Sa population s'élevait à 62 437 habitants en 2006 repartie sur une superficie de 34,63 km2.

## Histoire
Bełchatów a été fondé comme village au XIVe siècle. Elle obtient le statut de ville en 1743 et le perd en 1870. En 1925, Bełchatów retrouve son statut de ville.
Durant la Seconde Guerre mondiale, la ville est occupée par les Allemands à partir de septembre 1939. Un ghetto juif y est créé en mars 1940 ; il est liquidé en août 1942 et la population juive est anéantie par les nazis, pour l'essentiel au centre d'extermination de Chełmno.

## Administration
De 1975 à 1998, la mine est attachée administrativement à la voïvodie de Piotrków.

Depuis 1999, elle fait partie de la voïvodie de Łódź.

## Industrie

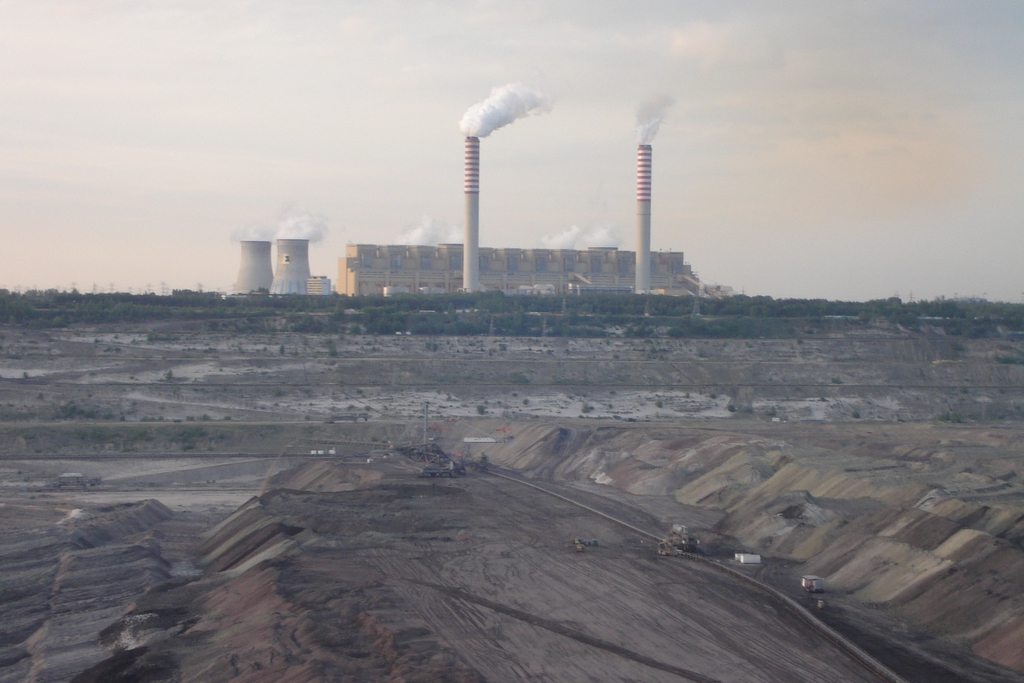
Centrale thermique de Bełchatów

Bełchatów possède la plus puissante centrale thermique d'Europe, la centrale thermique de Bełchatów. Elle est alimentée par la mine de Bełchatów.
Elle est considérée en 2019 comme le plus gros pollueur d'Europe avec 38,3 mégatonnes de CO2.

## Sport
Le GKS Bełchatów est le club de football de la ville.

Le PGE SKRA Bełchatów est le club de volley-ball de la ville, il fut champion de Pologne en 2009.

## Relations internationales

### Jumelages
La ville de Bełchatów est jumelée avec :
- Aubergenville (France)
- Tauragė (Lituanie)
- Myślenice (Pologne)
- Csongrád (Hongrie)
- Alcobaça (Portugal)
- Považská Bystrica (Slovaquie) depuis 2009
- Pardubice (Tchéquie) depuis 2009
- Děčín (Tchéquie) depuis 2009
- Zviahel (Ukraine) depuis 2011
- Pivdennoukrainsk (Ukraine) depuis 2011

### Jumelages suspendus
- Sovetsk (Russie)

Le partenariat avec la ville de Sovetsk a été suspendu en février 2022, à la suite de Invasion de l'Ukraine par la Russie.

## Personnalités liées à la ville
- Harry Haft (1925–2007), survivant du camp de concentration d'Auschwitz et boxeur professionnel aux États-Unis en 1948–1949